# Heinrich V. von Waldeck
Heinrich V. von Waldeck († nach 1349) war der dritte Sohn des Grafen Heinrich IV. von Waldeck und dessen Frau Adelheid von Cleve. Er entstammte dem Haus Waldeck.
Sein ältester Bruder Otto II. folgte dem Vater als Regent der Grafschaft Waldeck. Wie auch der zweite Bruder, Dietrich, der Domherr in Köln, Münster und Mainz wurde, so verfolgte auch Heinrich V. eine kirchliche Laufbahn. Er hatte Präbenden in Köln und Minden inne und wurde Propst von Minden.